# كونستانتن كولوفسكوي
كونستانتن كولوفسكوي (الروسية: Головской, Константин Юрьевич) (25 أبريل 1975 بموسكو في روسيا - ) هو لاعب كرة قدم روسي وكازاخستاني في مركز الوسط. لعب مع تيريك غروزني ودينامو موسكو وسبارتاك موسكو وليفسكي صوفيا ونادي آكتوبه ونادي أستانا ونادي توبول ونادي كايرات ونادي طراز وFC Olimp-Dolgoprudny ‏ وFC Jenis ‏.

## روابط خارجية
- كونستانتن كولوفسكوي على موقع قاعدة بيانات كرة القدم.إي يو (الإنجليزية)
- كونستانتن كولوفسكوي على موقع Soccerway.com (الإنجليزية)